# Pogostemon trinervis
Pogostemon trinervis là một loài thực vật có hoa trong họ Hoa môi. Loài này được Chermsir. ex Press miêu tả khoa học đầu tiên năm 1982.